# Тритієва вода
Тритієва вода — радіоактивна форма води, де звичайні атоми водню заміщаються атомами тритію. Її чиста форма ще називається оксидом тритію (T2O або 3H2O) або надважкою водою. Чистий T2O має велику корозійну активність внаслідок само-радіолізу. Розведена тритієм вода — це зазвичай H2O плюс деякий домішок HTO (3HOH). Вона використовується в наукових дослідженнях життя як індикатор для відстежування водного транспорту. Крім того, оскільки вона в малих кількостях зустрічається в природі, її використовують для встановлення віку різних рідин, що містять воду, наприклад для встановлення віку марочного вина.

## Застосування
Вода із вмістом тритію може використовуватись для визначення загального об'єму води в організмі. Тритієва вода розповсюджується по всьому організму досить швидко. Вважають, що концентрація тритієвої води в сечі така сама, як і концентрація тритієвої води в організмі. Знаючи загальну початкову кількість тритієвої води, яка потрапила до організму і концентрацію, можна розрахувати загальний об'єм води в організмі.